# Rinorea boinensis
Rinorea boinensis H.Perrier – gatunek roślin z rodziny fiołkowatych (Violaceae). Występuje endemicznie na Madagaskarze. 

## Morfologia
PokrójZimozielony krzew dorastający do 2–3 m wysokości.
LiścieBlaszka liściowa ma lancetowaty kształt. Mierzy 1,1–6 cm długości oraz 0,6–1,7 cm szerokości, jest niemal całobrzega lub ząbkowana na brzegu, ma zbiegającą po ogonku nasadę i ostry wierzchołek. Przylistki są lancetowate i osiągają 1 mm długości. Ogonek liściowy jest nagi i ma 1–4 mm długości.
KwiatyZebrane po 7–20 w wierzchotkach wyrastających z kątów pędów. Mają działki kielicha o podługowatym kształcie i dorastające do 1 mm długości. Płatki są owalnie lancetowate, mają białą barwę oraz 4 mm długości.